# Manuel Parra Mercado
Manuel Parra Mercado (1911-1997), arquitecto, constructor, dibujante, diseñador de espacios interiores y de mobiliario, escultor, ceramista, escenógrafo de cine y pintor.
El artista Manuel el Caco Parra nació el 11 de abril de 1911 en la Ciudad de México, arquitecto egresado de la Academia de San Carlos donde inició sus estudios en 1939, fue sobrino del arquitecto Antonio Rivas Mercado, creó cuantiosas obras, principalmente en la Ciudad de México en San Ángel, Coyoacán, Pedregal y Las Lomas, así como en Guanajuato, Monterrey, Morelos, Guerrero, Veracruz y el sur de California.
Destacó por dar valor a la arquitectura mexicana en obras residenciales modernas y también por incursionar en la restauración de haciendas y casas coloniales. Se caracterizó por manejar una arquitectura escultórica en sitio, concibiendo la arquitectura integral, determinado hasta los mínimos detalles. 
Parra no goza de tanta fama ya que en vida no fue afín al reconocimiento y a la difusión de sus obras, además de que fue incomprendido por sus contemporáneos. En Coyoacán está ubicada uno de sus trabajos más representativos, “la casa fuerte” del cineasta Emilio Fernández, donde se recrea la arquitectura hacendaria mexicana. En San Ángel se ubican sus principales proyectos de restauración; la Hacienda Goicoechea, la Casa Blanca y el Convento del Carmen, pueden atribuirse aproximadamente 300 residencias de gran variedad de tipos a su autoría.
Se le considera un arquitecto de culto y humanista que se adaptó a las necesidades de sus clientes para crear hogares, en sus construcciones integra relevantes elementos como la calidez, el sonido, luces, sombras y penumbras.
Al integrar el interiorismo en sus creaciones desarrollo lo que él llamó “early mexican handmade furniture”, una prolífica producción de mobiliario y accesorios compuestos por sillas, mesas, butacas, bancas hechas con maderas locales y al estilo artesanal, dejando un gran legado que ha sido motivo de estudios y exposiciones. Falleció el 9 de abril de 1997 en la Ciudad de México. 